# Тер-Симонян, Драстамат Асканазович
Драстамат (Арастамат) Асканазович Тер-Симонян (арм. Դ․ Ա․ Տեր-Սիմոնյանի, 28 июля 1895, Амамлу, Эриванская губерния — 23 декабря 1937) — армянский советский писатель. Народный комиссар почт и телеграфа Армянской ССР, председатель Народного комитета (1921), народный комиссар просвещения Армянской ССР (1931—1932). Репрессирован в годы большого террора.

## Биография
Учился в семинарии Нерсесян в Тифлисе, в Киевском коммерческом институте. В 1913 году вступил в член РСДРП(б).
После революции служил в РККА. В 1919 году вернулся на Кавказ, участвовал в революционной борьбе Грузии и Армении, в подготовке Майского восстания в Армении (1920). После установления советской власти на партийной работе.
Участник Первого съезда советских писателей (1934) с решающим голосом. Председатель Союза советских писателей Армении (1934—1936).
В 1936 году арестован. Расстрелян 8 июля 1937 года, посмертно реабилитирован (1956).